# Station Beniaminów
Station Beniaminów is een spoorwegstation in de Poolse plaats Beniaminów.
Lijn 10 Legionowo – Tłuszcz: 

0: Legionowo ·
1: Legionowo Piaski ·
3: Michałów Reginów ·
5: Wieliszew ·
8: Nieporęt ·
11: Beniaminów ·
12: Dąbkowizna ·
18: Radzymin ·
26: Emilianów ·
32: Krusze ·
36: Tłuszcz

Lijn 511 Chotomów – Legionowo Piaski: 

0: Chotomów ·
1: Legionowo Piaski